# Winfried Blum
Winfried E.H. Blum (* 15. Juni 1941 in Freiburg im Breisgau) ist ein deutsch-österreichischer Bodenbiologe und Forstwissenschaftler.

## Leben
Winfried E.H. Blum war von 1979 bis 2009 ordentlicher Universitätsprofessor an der Universität für Bodenkultur (BOKU), Department für Wald- und Bodenwissenschaften, in Wien. Er zählt zu den weltweit führenden Vertretern der wissenschaftlichen Bodenkunde und war in den 1980er-Jahren einer der ersten, der sich für den Aufbau von Bodeninformationssystemen eingesetzt hat. 
Winfried E.H. Blum ist Träger zahlreicher internationaler Funktionen und wissenschaftlicher Auszeichnungen und Ehrendoktorate.

## Auszeichnungen
- 2011: Ehrenkreuz für Wissenschaft und Kunst I. Klasse
- 2004: Großes Ehrenzeichen für Verdienste um die Republik Österreich

## Bücher von Winfried Blum
- W. E. H. Blum: Bodenkunde in Stichworten. (Hirts Stichwortbücher) 7. Auflage. Borntraeger, Stuttgart 2012. ISBN 978-3-443-03120-6.
- W. E. H. Blum, P. Schad, S. Nortcliff: Essentials of Soil Science. Soil formation, functions, use and classification (World Reference Base, WRB). Borntraeger Science Publishers, Stuttgart 2018. ISBN 978-3-443-01090-4.
- W. E. H. Blum, P. Schad: Bodenkunde in Stichworten (Hirts Stichwortbücher). 8. Auflage. Borntraeger, Stuttgart 2024, ISBN 978-3-443-03122-0.